# Bardolino (Italië)
Bardolino is een stad op de oostelijke oever van het Gardameer in de provincie Verona in Italië. In december 2008 telde de stad 6.628 inwoners. San Nicolò is de beschermheilige van Bardolino. Bardolino ligt ongeveer 130 km ten westen van Venetië
Bardolino grenst aan de volgende dorpjes: Affi, Cavaion Veronese, Costermano, Garda, Lazise, Manerba del Garda, Moniga del Garda, Padenghe sul Garda en Pastrengo.

## Demografie
Hier zie je een grafiek van de bevolking.

## Externe links

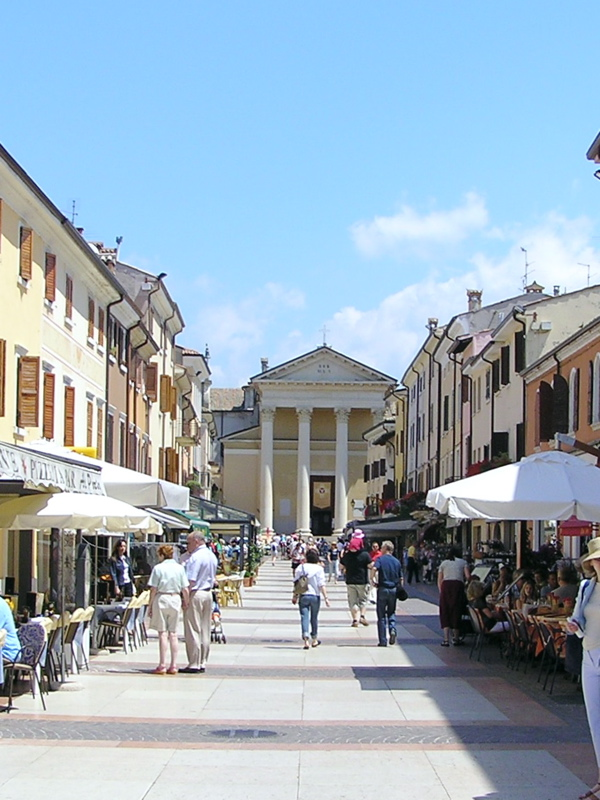